# Vino Ladoix

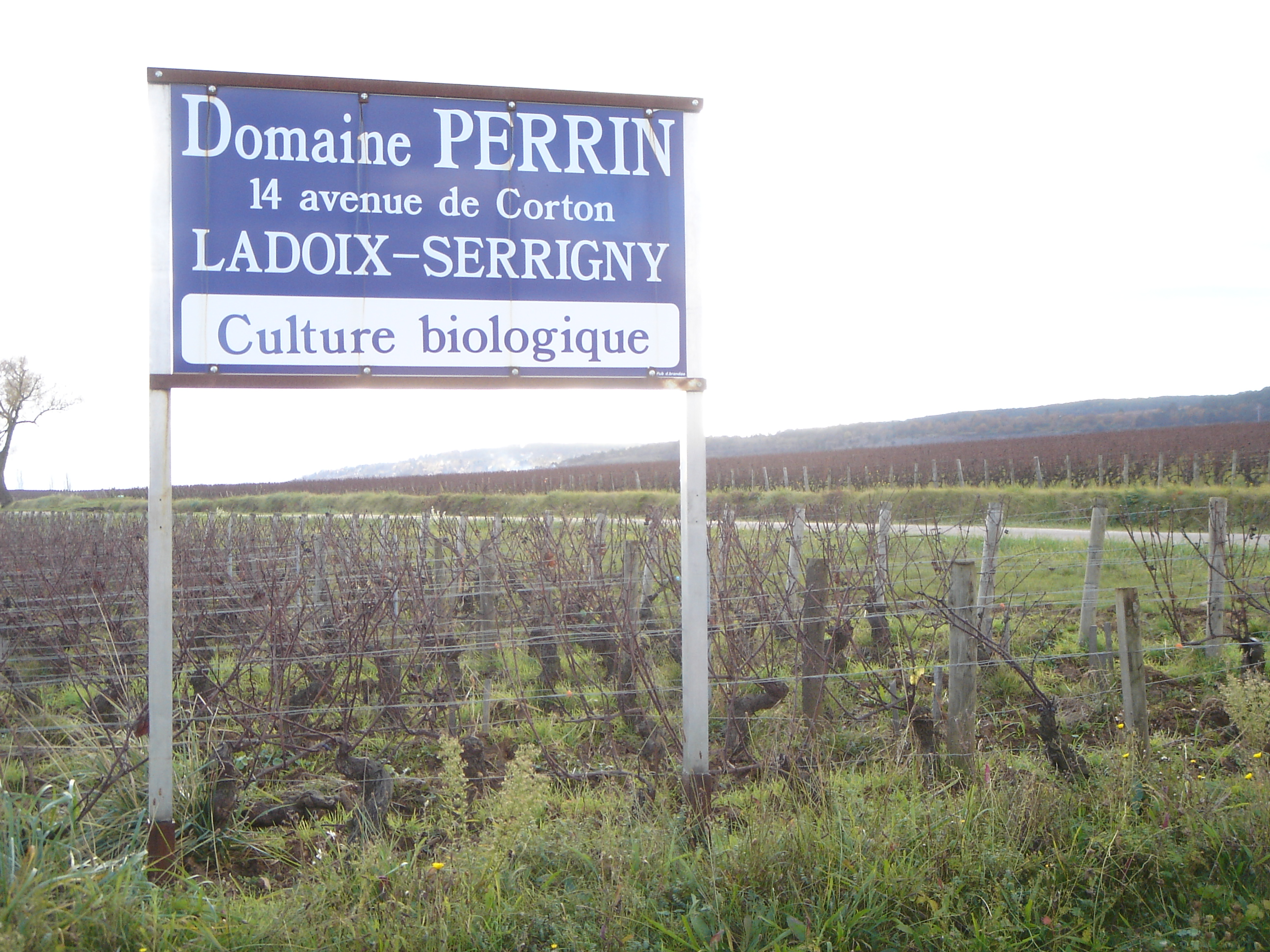
A vineyard in Ladoix-Serrigny

El Vino Ladoix es producido en la comuna de Ladoix-Serrigny en Côte de Beaune en Burgundy, Francia. La Appellation d'origine contrôlée (AOC) Ladoix puede ser usada para la producción de vino tinto y vino blanco producidos respectivamente con Pinot noir y Chardonnay como la principal variedad de uva. La producción total consiste en alrededor de tres cuartos de vino tinto, y alrededor de un cuarto de vino blanco. La parte nor-este de Corton hill está situada en la comuna de Ladoix-Serrigny, incluyendo viñedos de dos de los tres Grand Cru AOCs de Corton hill, Corton y Corton-Charlemagne. Algunos de los viñedos Premier Cru de Ladoix-Serrigny son parte del Aloxe-Corton AOC de la casa de vinos vecina en lugar del Ladoix AOC; estos son vinificados y vendidos como Aloxe-Corton Premier Cru.
La designación AOC Ladoix-Serrigny también puede ser utilizada en algunos casos, aunque esto no está cubierta explícitamente por las normas de denominación.
En 2008, la superficie de viñedo cubría 94 hectáreas para la producción de vino Ladoix en la casa de vino y Premier Cru y fueron producidos 4,063 hectolitros de vino de los cuales 3,021 hectolitros fueron de vino tinto y 1,042 hectolitros de vino blanco . Alrededor de 80.05 hectáreas de esta área fueron ocupadas por vino tinto en 2007. La cantidad total producida se aproxima a 550,000 botellas, de las cuales, 400,000 correspondían a vino tinto y cerca de 150,000 botellas de vino blanco.
Para los vinos blancos, las regulaciones AOC permiten que tanto Chardonnay como Pinot blanc sean utilizadas, aun así la gran mayoría de los vinos son 100% Chardonnay. Las regulaciones AOC también permiten hasta un 15% total de Chardonnay, Pinot blanc y Pinot gris como uvas de accesorio en vinos tintos, aunque esto no sea una práctica usual. El rendimiento de base permitido es de 40 hectolitros por hectárea de vino tinto y 45 hectolitros por hectárea para vino blanco. Las uvas deben alcanzar una madurez de al menos 10.5% de alcohol potencial para vino tinto de nivel de casa de vino, 11.0% para el vino blanco a nivel de casa de vino y Premier Cru vino tinto, y el 11,5% para el vino blanco Premier Cru.

## Premiers Crus
Existen 11 climats en el AOC Ladoix clasificados como viñedos Premier Cru. Algunos de estos son clasificados como Premier Cru aunque produzcan vinos tintos o vinos blancos, mientras que algunos sostienen la clasificación para vinos tintos o vinos blancos por separado. Los nombres de los vinos de estos viñedos son designados como Ladoix Premier Cru + el nombre del viñedo, o pueden ser etiquetados solamente como Ladoix Premier Cru, en cuyo caso es posible mezclar vinos de distintos viñedos Premier Cru dentro del AOC.
En 2007, 23.98 hectáreas de la superficie total de viñedos Ladoix estaban conformadas por viñedos Premier Cru de los cuales 16.26 hectáreas eran para vino tinto mientras que 7.72 hectáreas para vino blanco Ladoix Premier Cru. La producción anual de vino Premier Cru, como promedio de cinco años, es de 684 hectolitros de vino tinto y 416 hectolitros de vino blanco.
Los climats del AOC clasificados como Premiers Crus, por estilo de vino, are:
| Vinos Tintos y Blancos: - La Corvée - Le Clou d’Orge - La Micaude - Basses Mourottes - Hautes Mourottes | Tintos únicamente: - Les Buis - Les Joyeuses - Bois Roussot | Blancos únicamente: - Les Grêchons - En Naget - Le Rognet et Corton |

Los climats ubicados dentro de la comuna Ladoix-Serrigny que son clasificados como Aloxe-Corton Premiers Crus (vinos tintos únicamente) son los listados a continuación. Están localizados justo afuera de la casa de vino de Ladoix-Serrigny.
| - Clos des Maréchaudes - La Maréchaude | - Les Petites Lolières - Les Moutottes | - La Coutière - La Toppe au Vert |

## Grands Crus
Los Grand Cru AOCs de Corton hill están superpuestos parcialmente,y situados en tres comunas; Pernand-Vergelesses, Aloxe-Corton (la parte más larga) y Ladoix-Serrigny. Las dos denominaciones que caen parcialmente dentro de la Ladoix-Serrigny son: Corton AOC, que puede ser usada para vino tinto y blanco y Corton-Charlemagne para vino blanco únicamente.